# Військово-морські сили Болгарії
Військово-морські сили Болгарії — один з видів збройних сил Болгарії призначений для ведення воєнних дій на морі.

## Історія

### Сучасніть
У листопаді 2020 року Болгарія замовила у німецької компанії Lürssen Werft два кораблі для болгарських ВМС. Контракт укладено в рамках проєкту «Придбання багатофункціонального модульного патрульного корабля для болгарських ВМС». Два кораблі будуть повністю побудовані в Болгарії, у Варні. Будівництво буде здійснюватися на території Республіки Болгарія на верфі «МТГ Дельфин». Очікується, що кораблі будуть здані у 2025 і 2026 роках відповідно. Контракт передбачає навчання як екіпажів, так і інженерного складу.
У жовтні 2020 року у Варні відбулася церемонія введення до складу ВМС Болгарії двох мінних тральщиків типу Tripartite. Угоду про придбання для болгарського флоту двох списаних зі складу ВМС Нідерландів мінних тральщиків типу Tripartite (M 856 Maassluis і М 859 Hellevoetsluis) було укладено міністерством оборони Болгарії в кінці 2019 року. Вартість угоди склала 2,395 млн євро, ще у 2 млн євро обійшлося розконсервування і доставка тральщиків в Болгарію, і ще 1,5 млн євро передбачається витратити на дообладнання кораблів при введенні їх в склад болгарського флоту. Обидва тральщика були доставлені у Варну 23 вересня 2020 року на борту транспортного судна Super Servant 4.
У грудні 2021 року розпочалося будівництво першого патрульного корабля нового покоління класу MMPV. Постачання першого корабля заплановано на третій квартал 2025 року, другого – на рік пізніше.
4 серпня 2023 року у Варні болгарське суднобудівне підприємство MTG Dolphin Shipyard PLC спустило на воду перший із двох нових корветів для ВМС Болгарії.
Корвет отримав назву Hrabri (“Хоробрий”), він перейняв назву у торпедного катера, що раніше служив болгарському флоту. Другий корвет серії отримав назву Smeli (“Сміливий”), його було закладено на початку липня 2023 року. Вартість програми оцінюють у 420 млн євро.

## Структура
Головний штаб ВМС Болгарії (болг. Главен щаб на ВМС)
- ВМБ Варна (болг. ВМБ Варна)
  - Командування ВМБ Варна
  - 1-й дивізіон патрульних кораблів (болг. 1 Дивизион патрулни кораби)
  - 2-й береговий ракетний дивізіон (болг. 2 брегови ракетен дивизион)
  - 3-й дивизіон мінно-тральних кораблів (болг. 3 Дивизион минно-трални кораби)
  - 18-й дивізіон допоміжних кораблів (болг. 18 Дивизион спомагателни кораби)
  - Частини забезпечення
  - Склад
- ВМБ Бургас (болг. ВМБ Бургас)
  - Командування ВМБ Бургас
  - 4-й дивізіон патрульних кораблів (болг. 4 Дивизион патрулни кораби)
  - 6-й дивізіон мінно-тральних кораблів (болг. 6 Дивизион минно-трални кораби)
  - 96-й дивізіон допоміжних кораблів (болг. 96 Дивизион спомагателни кораби)
  - Частини забезпечення
  - Склад
- Окрема морська гелікоптерна авіабаза «Чайка» (болг. Отделна морска вертолетна авиобаза «Чайка»)
- Окрема морська гелікоптерна ескадрилья (болг. Отделна морска вертолетна ескадрила)
- 63-й морський спеціальний розвідувальний загін «Чорноморські акули» (болг. 63ти Морски специален разузнавателен отряд «Черноморски акули»)  AS565 Panther ВМС Болгарії

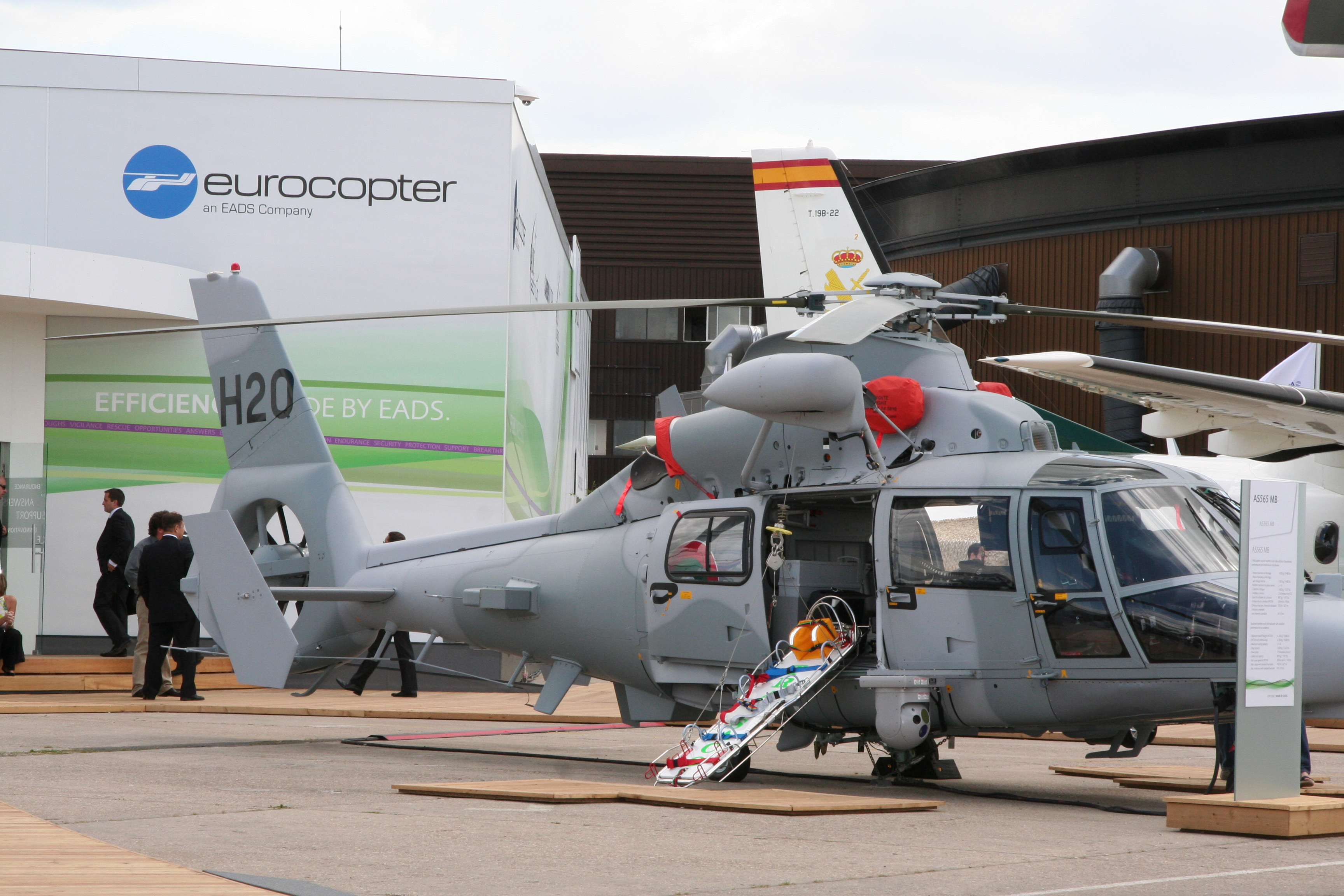
AS565 Panther ВМС Болгарії

- Береговий дивізіон протикорабельних ракет (болг. Брегови дивизион противокорабни ракети)
- Берегова артилерійська батарея (болг. Брегова артилерийска батарея)
- Інженерно-саперний батальйон (болг. Инженерно-сапьорен батальон)
- Вузол радіозв'язку (болг. Радиокомуникационен възел)
- Головний склад ВМС Болгарії (болг. Складове на ВМС)
- Склад боєприпасів ВМС Болгарії (болг. Складове за боеприпаси на ВМС)
- Гідрографічна і маякова служба (болг. Хидрографска и фарова служба)
- Вище військово-морське училище імені Миколи Вапцарова (болг. Висше военно-морско училище «Никола Йонков Вапцаров»)

### Пункти базування
- ВМБ Варна
- ВМБ Бургас

## Бойовий склад

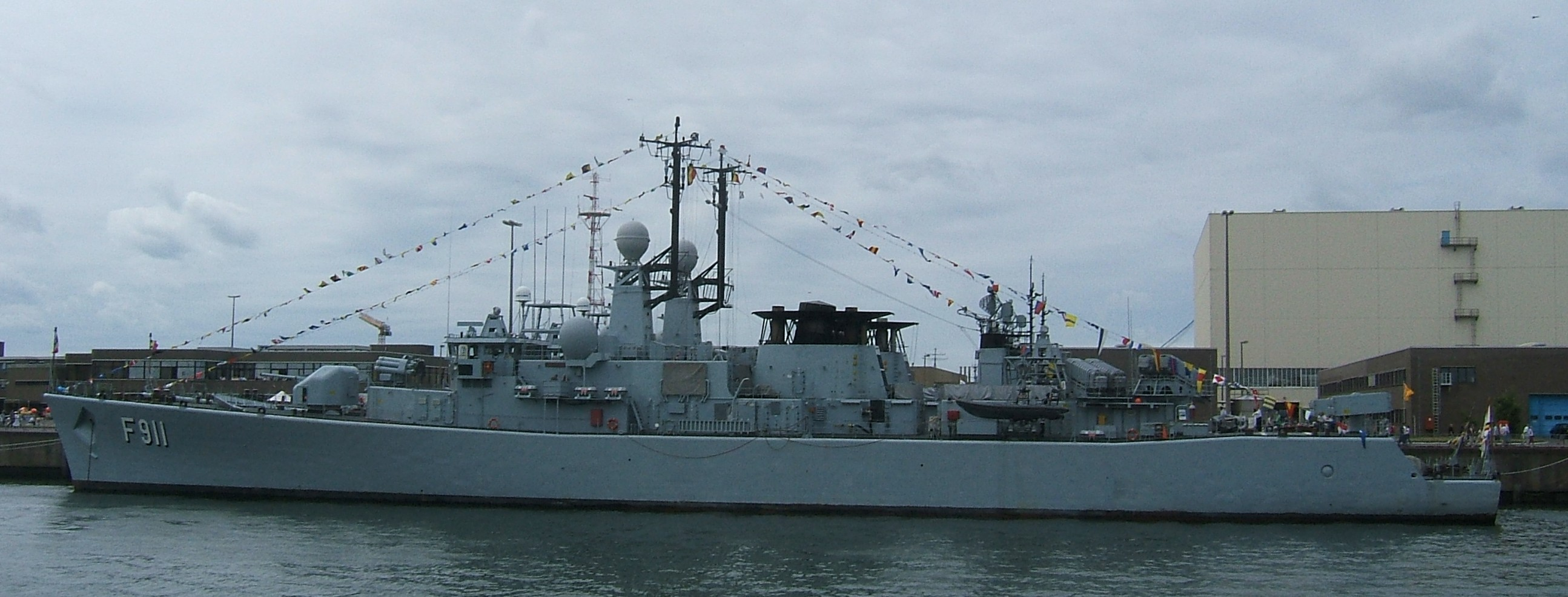
Фрегат "Горди"

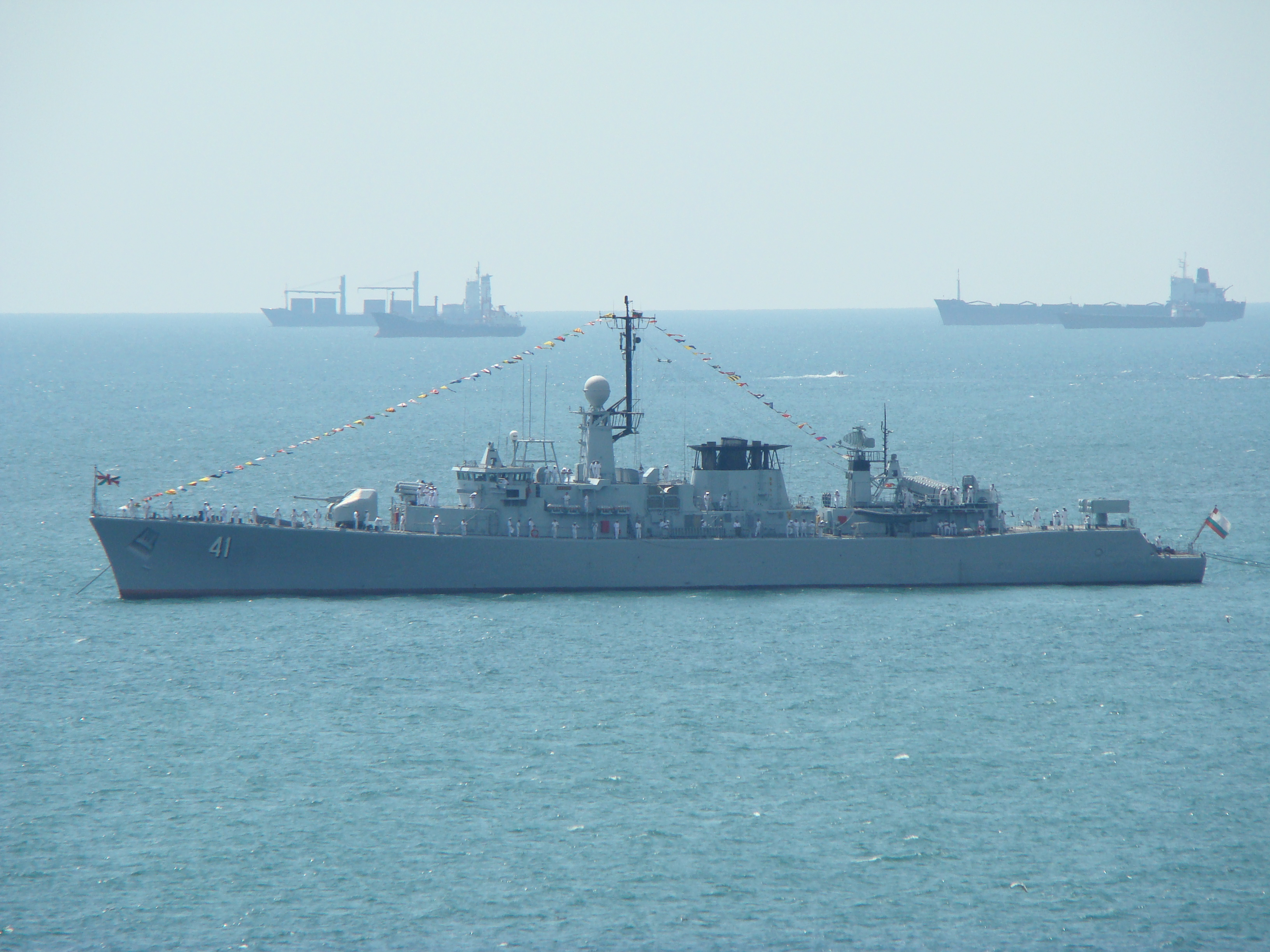
Фрегат "Дръзки"

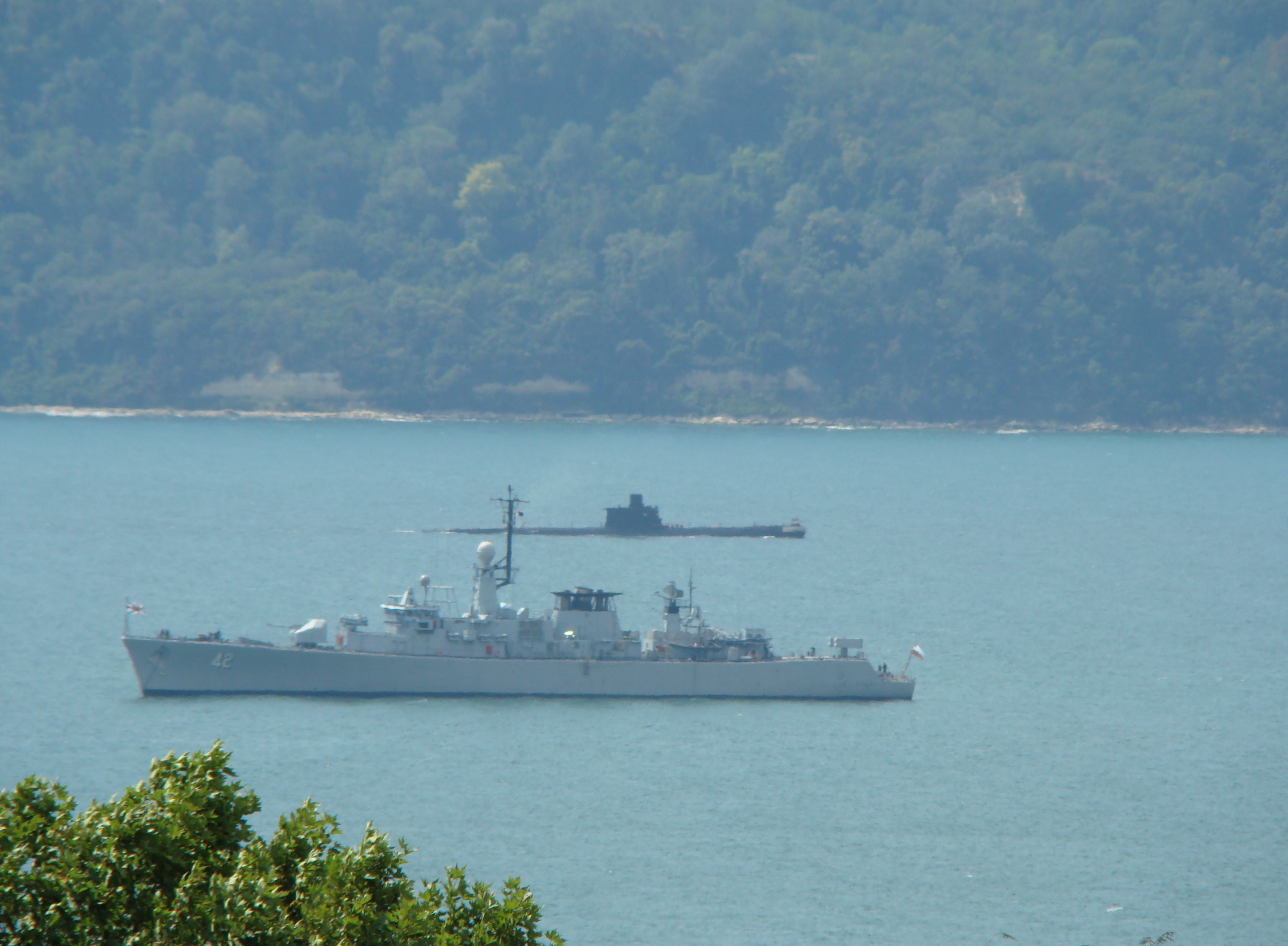
Фрегат «Верни»

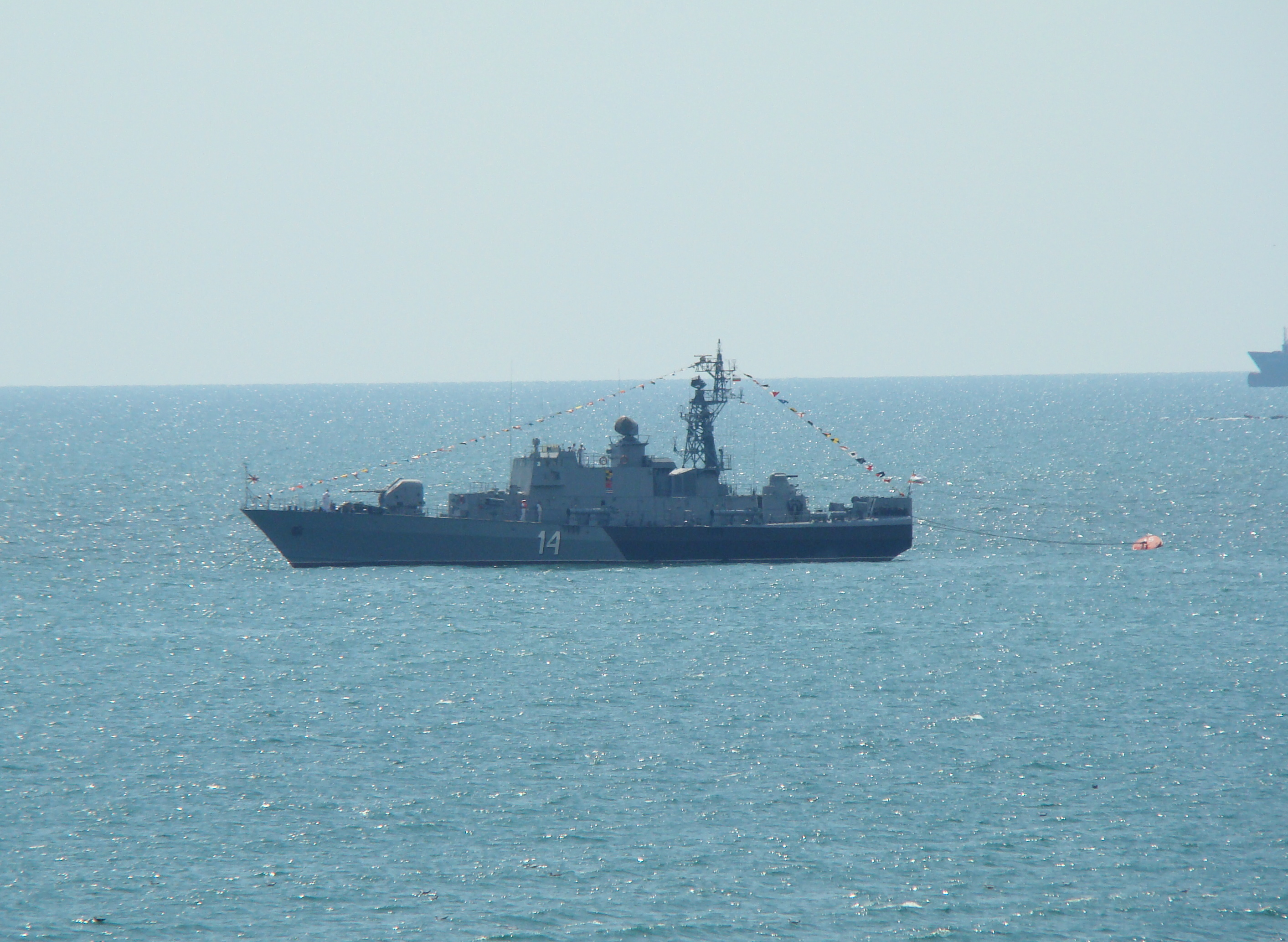
Корвет «Бодри»

| Клас                         | Бортовий № | Назва        | Проект       | Введений до складу | Стан    | Зауваження                                  |
| Фрегати                      | Фрегати    | Фрегати      | Фрегати      | Фрегати            | Фрегати | Фрегати                                     |
| ---------------------------- | ---------- | ------------ | ------------ | ------------------ | ------- | ------------------------------------------- |
| Фрегат                       | 41         | «Дръзки»     | Wielingen    | з 02.11.2005       | у строю | колишній Бельгія «Wandelaar» (F912)         |
| Фрегат                       | 43         | «Горди»      | Wielingen    | з 04.02.2008       | у строю | колишній Бельгія «Westdiep» (F911)          |
| Фрегат                       | 42         | «Верни»      | Wielingen    | з 12.02.2009       | у строю | колишній Бельгія «Wielingen» (F910)         |
| Сторожовий корабель          | 11         | «Смели»      | проект 1159  | з 22.12.1989       | у строю | колишній СРСР СКР «Дельфин» (696)           |
| Корвети                      |            |              |              |                    |         |                                             |
| Малий протичовновий корабель | 13         | «Решителни»  | проект 12412 | з 01.03.1989       | у строю | колишній СРСР МПК-46                        |
| Малий протичовновий корабель | 14         | «Бодри»      | проект 12412 | з 04.02.1992       | у строю | колишній СРСР МПК-124                       |
| Ракетні катери               |            |              |              |                    |         |                                             |
| Ракетний катер               | 101        | «Мълния»     | проект 1241  | з 15.12.1990       | у строю | колишній СРСР Р-256                         |
| Ракетний катер               | 102        | «Ураган»     | проект 205   | з 07.02.1977       | у строю | колишній СРСР Р-169                         |
| Ракетний катер               | 104        | «Светкавица» | проект 205   | з 25.01.1982       | у строю | колишній СРСР Р-496                         |
| Тральщики                    |            |              |              |                    |         |                                             |
| Тральщик                     | 61         | «Бриз»       | проект 1265  | з 14.12.1981       | у строю | колишній СРСР БТ-45                         |
| Тральщик                     | 62         | «Шквал»      | проект 1265  | з 07.12.1983       | у строю | колишній СРСР БТ-1064                       |
| Тральщик                     | 63         | «Прибой»     | проект 1265  | з 07.12.1983       | у строю | колишній СРСР БТ-99                         |
| Мінний загороджувач          | 32         | «Цибър»      | Tripartite   | з 02.03.2003       | у строю | колишній Бельгія «Мйозотис» (M922)          |
| Мінний загороджувач          | 31         | «Места»      | Tripartite   | з 18.10.2020       | у строю | колишній Нідерланди «Maassluis» (M856)      |
| Мінний загороджувач          | 33         | «Струма»     | Tripartite   | з 18.10.2020       | у строю | колишній Нідерланди «Hellevoetsluis» (M859) |

### Виключені з бойового складу сил

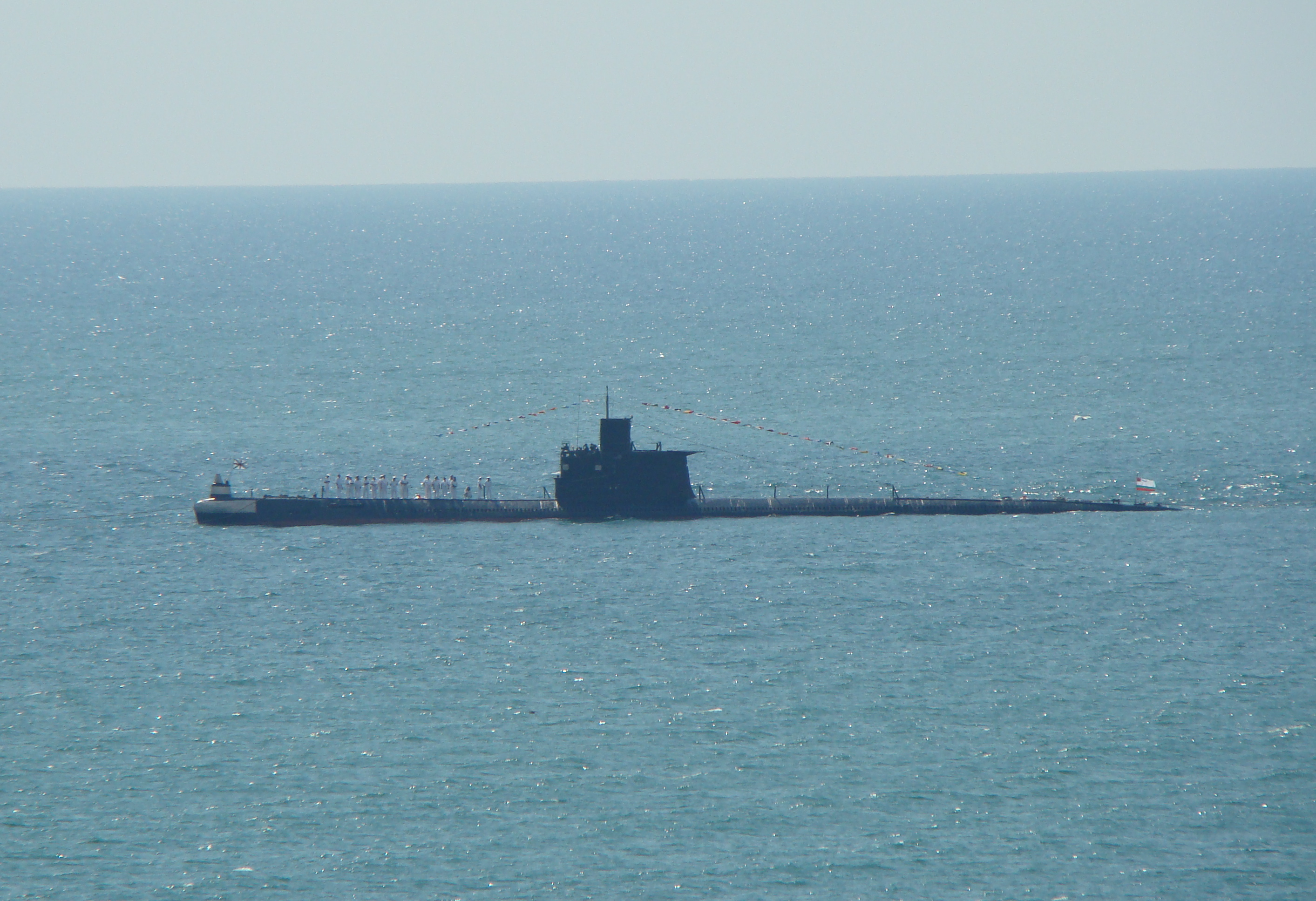
«Слава»

| Клас            | Бортовий №      | Назва           | Проект          | Виключений зі складу | Стан                                        | Зауваження      |
| Підводний човен | Підводний човен | Підводний човен | Підводний човен | Підводний човен      | Підводний човен                             | Підводний човен |
| --------------- | --------------- | --------------- | --------------- | -------------------- | ------------------------------------------- | --------------- |
| Підводний човен | 84              | «Слава»         | проект 633      | з 01.11.2011         | передана в Військово-морський музей (Варна) |                 |
| Підводний човен | 83              | «Надежда»       | проект 633      | з 27.06.2008         | продана приватній компанії                  |                 |